# Гордиев узел
Го́рдиев у́зел — чрезвычайно сложный узел, завязанный, согласно древнегреческой мифологии, фригийским царём Гордием, а впоследствии рассечённый мечом Александра Македонского.
В переносном смысле выражение «гордиев узел» означает всякое запутанное сплетение обстоятельств, а выражение «разрубить гордиев узел» — разрешить какое-либо сложное, запутанное дело, какие-либо затруднения, прямолинейным способом. 

## Легенда
Согласно античной легенде, когда царство Фригия осталось без правителя, фригийцы обратились к оракулу за советом, кого выбрать царём. Оракул предсказал, что избрать нужно того, кого они первым встретят, едущим на повозке по дороге к храму Зевса. Этим человеком оказался простой земледелец Гордий. Став царём Фригии, он основал столицу, дал ей своё имя, а в цитадели города установил свою повозку, благодаря которой пришёл к власти, опутав ярмо повозки сложнейшим узлом из кизилового лыка. По преданию, считалось, что человек, который сумеет распутать этот «гордиев узел», станет властителем всей Азии.
И вот, в 334 году до нашей эры столицу Фригии покорил величайший из полководцев древности — Александр Македонский. Большинство древних писателей-историков сообщает, что молодой воин вошёл в древний храм, пригляделся к прославленному узлу и, вместо его распутывания, выхватил меч и рассёк его одним ударом. Жрецы истолковали это так: «Он завоюет мир! Но мечом, а не дипломатией». Однако, по рассказу Аристобула: «Александру легко удалось разрешить задачу и освободить ярмо, вынув из переднего конца дышла крюк — так называемый „гестор“, которым закрепляется ярёмный ремень».

## В культуре
30 мая 2025 года российская хеви-метал группа «Ария» представила песню и видеоклип «Гордиев узел», посвященные легенде.